# Neotrichia iridescens
Neotrichia iridescens is een schietmot uit de familie Hydroptilidae. De soort komt voor in het Neotropisch gebied.